# Mine de Koffiefontein
 (mars 2025).
La mine de Koffiefontein est une mine à ciel ouvert de diamant située en Afrique du Sud. Elle a ouvert en 1870. Elle appartient à Petra Diamonds depuis le rachat de la mine en 2007 à De Beers.